# Vebster Privatni Univerzitet u Beču
Vebster Privatni Univerzitet u Beču je austrijski odsek Vebster Univerziteta u Sent Luisu i jedan je od retkih fakulteta u Austriji sa američkim sistemom obrazovanja.

## Istorijat
Vebster Univerzitet osnovan je 1915. godine u Sent Luisu, SAD. Nakon posete novootvorenom Vebster odseku u Ženevi (Švajcarska), tadašnji bečki gradonačelnik Leopold Grac pozvao je Vebster da otvori novi odsek u Beču kao prvi američki univerzitet u Austriji, što se dogodilo 1981. godine.
Godine 1985. Vebster je postao prvi univerzitet sa akreditovanim MBA programom u Austriji.. Takođe je bio prvi austrijski univerzitet sa ženom na direktorskoj poziciji koju je zauzela Elizabet Šopin od 1988. do 1989. godine
U jesen 2014. univerzitet se premestio na svoju sadašnju lokaciju, za koju je izabrana Palata Venkhajm, stacionirana nedaleko od samog centra grada. Nova lokacija omogućila je savremenu opremu i skoro 5000 metara kvadratnih prostora.
Godine 2015. Vebster je proslavio stogodišnjicu postojanja.

## Akademski odseci i programi
Na bečkom odseku Vebster Univerziteta u ponudi su programi iz četiri različite oblasti:
- Biznis administracija
- Menadžment
- Međunarodni odnosi
- Mediji i komunikacija
- Psihologija

Svi časovi održavaju se na engleskom jeziku.

## Globalna perspektiva
Kao članovi zajednice Vebster Univerziteta, studenti imaju priliku da jedan semestar tokom studija provedu u jednom od ostalih Vebster odseka koji se nalaze na 4 različita kontinenta, u 8 različitih zemalja. Vebster ima odseke u Sjedinjenim Državama, Austriji, Švajcarsko, Holandiji, Gani, Grčkoj, Kini i na Tajlandu
Pored svojih odseka, Vebster sarađuje sa nekoliko ineternacionalnih univerziteta, uključujući Kansaj Univerzitet u Osaki, Japan.

## Akreditacije
Vebster Univerzitet je akreditovan u Sjedinjenim Državama od strane Komisije za Više obrazovanje na diplomskom i postdiplomskom nivou. Od 2001, akreditovan je u Austriji od strane Austrijskog Akreditacijskog Komiteta kao austrijski privatni univerzitet.

## Spoljašnje veze
- Zvanični sajt Vebster Univerziteta u Beču